# Resonance (album)
Resonance – czwarty album studyjny polskiej grupy muzycznej Antigama. Wydawnictwo ukazało się 15 maja 2007 roku nakładem wytwórni muzycznej Relapse Records. Album został wydany także na płycie winylowej w nakładzie limitowanym do 1000 egzemplarzy. Nagrania zostały zarejestrowane w olsztyńskim Studio X we współpracy z producentem muzycznym Szymonem Czechem.

## Lista utworów
Opracowano na podstawie materiału źródłowego.
1. "Pursuit" (sł. Myszkowski, muz. Rokicki, Bentkowski, Myszkowski, Pietrasik) - 01:16
2. "Seismic Report" (sł. Myszkowski, muz. Rokicki, Bentkowski, Myszkowski, Pietrasik) - 00:59
3. "Ecstasy" (sł. Myszkowski, muz. Rokicki, Bentkowski, Myszkowski, Pietrasik) - 01:21
4. "Neutral Balance" (sł. Myszkowski, muz. Rokicki, Bentkowski, Myszkowski, Pietrasik) - 01:13
5. "Order" (sł. Myszkowski, muz. Rokicki, Bentkowski, Myszkowski, Pietrasik) - 02:16
6. "Pending" (sł. Myszkowski, muz. Rokicki, Bentkowski, Myszkowski, Pietrasik) - 01:57
7. "Remembering Nothing" (sł. Myszkowski, muz. Rokicki, Bentkowski, Myszkowski, Pietrasik) - 01:17
8. "Barbapapex" (muz. Rokicki, Bentkowski, Myszkowski, Pietrasik) - 02:29
9. "Psychonaut" (sł. Myszkowski, muz. Rokicki, Bentkowski, Myszkowski, Pietrasik) - 03:57
10. "No" (sł. Myszkowski, muz. Rokicki, Bentkowski, Myszkowski, Pietrasik) - 01:34
11. "After" (sł. Myszkowski, muz. Rokicki, Bentkowski, Myszkowski, Pietrasik) - 01:46
12. "By and by" (sł. Myszkowski, muz. Rokicki, Bentkowski, Myszkowski, Pietrasik) - 02:30
13. "Shymrok" (muz. Rokicki, Bentkowski, Myszkowski, Pietrasik) - 00:53
14. "Types of Waste" (sł. Myszkowski, muz. Rokicki, Bentkowski, Myszkowski, Pietrasik) - 01:44
15. "Asylum" (sł. Myszkowski, muz. Rokicki, Bentkowski, Myszkowski, Pietrasik) - 01:45
16. "Unreachable" (sł. Myszkowski, muz. Rokicki, Bentkowski, Myszkowski, Pietrasik) - 01:43
17. "Stars" (sł. Myszkowski, muz. Rokicki, Bentkowski, Myszkowski, Pietrasik) - 03:50

## Twórcy
Opracowano na podstawie materiału źródłowego.

- Łukasz Myszkowski – wokal prowadzący
- Sebastian Rokicki – gitara rytmiczna, gitara prowadząca
- Michał Pietrasik – gitara basowa
- Krzysztof "Siwy" Bentkowski – perkusja
- Szymon Czech – produkcja muzyczna
- Orion Landau – okładka, oprawa graficzna, dizajn